# Ponte Cornelius

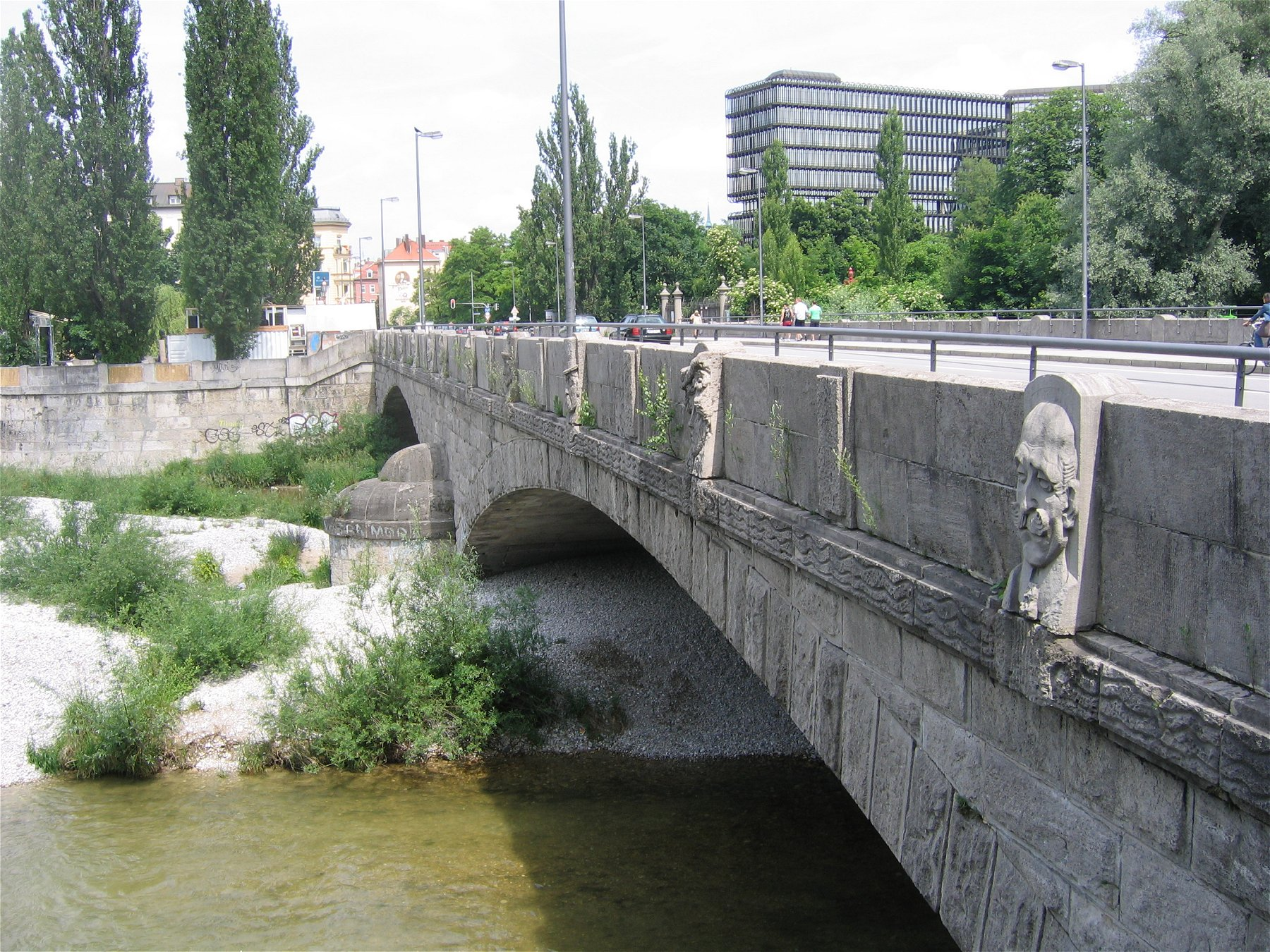
il ponte Cornelius, allo sfondo l'ufficio brevetti europeo

Il ponte Cornelius  ovvero Corneliusbrücke è un ponte ad arco su fiume Isar a Monaco di Baviera.

## Posizione
Il ponte Cornelius unisce il quartiere di Isarvorstadt a sinistra dell'Isar con il quartiere di Au. Tocca l'isola del Museo sulla sua sponda sud. Qui si trova un grande monumento dedicato a Ludovico II di Baviera, oggi è rimasto solo un busto del re. Il resto della statua è stata fusa durante la seconda guerra mondiale ed il tempietto addietro smantellato.

## Storia
Nel 1904 fu inaugurato il ponte di cemento creato da Theodor Fischer.

## Nome
Il ponte è dedicato sia al pittore Peter von Cornelius (1783-1867) come anche a suo nipote, il compositore e poeta Peter Cornelius (1824-1874).